# Zofia Karaś
Zofia Karaś, Zofia Karasiówna (ur. w 1904 w Makowie Podhalańskim, zm. 26 października 1942) – polska lekarka i działaczka społeczna.

## Życiorys
Córka lekarza, studiowała medycynę w Krakowie i w Poznaniu. Uzyskała dyplom Uniwersytetu Poznańskiego w 1928 roku. Po studiach rozpoczęła pracę w poradni przeciwgruźliczo-jaglicznej w Suchej Beskidzkiej, gdzie pracowała przez 11 lat, aż do swej śmierci.
Jako lekarz państwowy, zatrudniony przez Zakład Ubezpieczeń Społecznych w ramach powstającego w dwudziestoleciu międzywojennym systemu Kas Chorych, zmuszona była do pracy niemal w każdej dziedzinie medycyny: od ginekologii i położnictwa, poprzez choroby wewnętrzne, dermatologię, ortopedię, aż po stomatologię. Była gorącą orędowniczką systemu powszechnych ubezpieczeń zdrowotnych.
Podczas II wojny światowej organizowała pomoc dla więźniów obozu Auschwitz-Birkenau, pomagała również Żydom. Była wielokrotnie przesłuchiwana przez gestapo. Zagrożona aresztowaniem, 26 października 1942 roku popełniła samobójstwo.
Miasto Sucha Beskidzka 27 listopada 1958 ufundowało tablicę pamiątkową ku jej czci (przy ul. Mickiewicza).
Oto, jak wspomina dr Karaś Melchior Wańkowicz:
Wędrowałem tak okiem na chybił trafił po kraju, aż nagle ulica w Suchej powitała mię napisem „ul. dr Z. Karaś”. Przypomniałem to drobne chucherko, „te trzy kosteczki na krzyż”, jak siedząc za naszym stołem bez żadnego patosu, bez żadnego liryzmu mówiła nie lelijami i różami, tylko krwią i żelazem. [...]
Stałem pod tą tabliczką na ulicy w Suchej. Na uliczce, którą tak niedawno przeciągały fury napełnione cierpieniem pod ten dom człowieka bezsilnego, rozszarpywanego przez ludzkie cierpienie. Poszedłem tą drogą, tąż samą drogą, by się zwiedzieć o losie tej, która tu pracowała. Była krótka, jakże „szablonowa”: aresztowana przez gestapo, otruła się.
Znana jest przede wszystkim jako autorka pamiętnika, napisanego na konkurs Zakładu Ubezpieczeń Społecznych, i wydanego w 1939 roku w zbiorze Pamiętniki lekarzy. Dokument ten, opisujący w barwny i dosadny sposób szczegóły jej pracy zawodowej, zdobył I miejsce wśród 51 nadesłanych prac. Był recenzowany przez wiele poczytnych i opiniotwórczych pism: Kurier Warszawski, Słowo, Wiadomości Literackie i Medycynę na co dzień, a o jego autorce pisali m.in.: Melchior Wańkowicz, Jerzy Wyszomirski, Adam Grzymała-Siedlecki.